# 纳扎雷齐纽
纳扎雷齐纽是巴西帕拉伊巴州的一个市镇。总面积173.244平方公里，总人口7163人，人口密度41.3人/平方公里。